# Paris-Bagnoles-de-l'Orne
Paris-Bagnoles-de-l'Orne est une course cycliste française qui relie la Capitale et la commune de Bagnoles-de-l'Orne, dans le département de l'Orne. Durant son existence, cette épreuve est organisée par le CSM Puteaux. 
Le Normand Daniel Leveau s'y est imposé à deux reprises (1976 et 1977).

## Palmarès
| Année     | Vainqueur              | Deuxième              | Troisième           |
| --------- | ---------------------- | --------------------- | ------------------- |
| 1975      | Michel Rauline         | Michel Lelay          | Alain Meslet        |
| 1976      | Daniel Leveau          | Christian Muselet     | Pierre Bazzo        |
| 1977      | Daniel Leveau          | Éric Foggia           | Philippe Durel      |
| 1978      | Michel Lelay           | Guy Craz              | Henri Bourillon     |
| 1979      | Jean-Paul Romion       | Guy Craz              | Pascal Guyot        |
| 1980-1983 | Pas organisé           | Pas organisé          | Pas organisé        |
| 1984      | Bernard Pineau         | François Lemarchand   | Mario Verardo       |
| 1985      | Pascal Dubois          | Philippe Adam         | Jean-Pierre Godard  |
| 1986      | Hervé Desriac          | Claude Marciaux       | Didier Champion     |
| 1987      | Jean-François Laffillé | Antoine Pétrel        | Christophe Manin    |
| 1988      | Gilles Figue           | Didier Faivre-Pierret | Laurent Pillon      |
| 1989      | Claude Carlin          | Zdzisław Komisaruk    | Loïc Le Flohic      |
| 1990      | Hristo Zaykov          | Franck Morelle        | Jean-Philippe Dojwa |
| 1991      | Claude Lamour          | Zbigniew Ludwiniak    | Denis Schinella     |
| 1992      | Kim Marcussen (de)     | Lauri Aus             | Jaan Kirsipuu       |